# Алафилипп, Жюлиан
Жюлиа́н Алафили́пп (фр. Julian Alaphilippe, род. 11 июня 1992 в Сент-Аман-Монроне, Франция) — французский шоссейный велогонщик, выступающий за бельгийскую команду мирового тура Soudal Quick-Step. Чемпион мира 2020, 2021 года и серебряный призёр чемпионата Европы 2016 года в групповой гонке.

## Карьера
Алафилипп начал свою профессиональную карьеру в 2013 году в составе чешской континентальной команды «Etixx-Ihned». В её составе он одержал несколько побед, в том числе выиграл седьмой этап самой престижной молодёжной гонки «Тур де л’Авенир». Этого оказалось достаточным для того, чтобы привлечь к себе внимание команд высшего уровня и уже в 2014 году француз перешёл в состав команды высшего дивизиона «Omega Pharma-Quick Step».
В новой команде Алафилипп выступил достаточно неплохо. Так на Вуэльте Каталонии он трижды финишировал в числе пяти лучших, а на французской гонке «Тур де л’Айн» он одержал первую в новой команде победу, что принесло ему четвёртое место в общем зачёте многодневки.
В 2015 году 22-летний француз успешно выступил на классических однодневных гонках в Арденнах. На Амстел Голд Рейс Алафилипп до последнего держался в группе лидеров и внёс вклад в победу товарища по команде Михала Квятковского. При этом и сам француз финишировал на высоком для грегари седьмом месте. Ещё более успешно француз выступил на остальных классиках. На Флеш Валонь он до последнего боролся с Алехандро Вальверде и стал вторым. Аналогичный сценарий повторился и на Льеж — Бастонь — Льеж, где Алафилипп вновь стал вторым после Вальверде.
На Туре Калифорнии 2015 года Алафилипп также продемонстрировал хорошее выступление. Он дважды занимал на финише этапов третьи места, а на королевском горном этапе одержал сольную победу, выйдя в лидеры общего зачёта с двухсекундным преимуществом над Петером Саганом. На последнем этапе словак завоевал бонусные секунды и отодвинул Алафилиппа на второе место в общем зачёте.
В 2019 году победил в классической арденнской гонке «Флеш Валонь», опередив на финише 195-и километровой дистанции датчанина Якоба Фульсанга.
Травма
В ходе гонки Льеж — Бастонь — Льеж 2022 года попал в завал и получил тяжелые травмы: перелом двух ребер, лопатки и травматический пневмоторакс.

## Достижения
2012
2-й Кубок наций Сегенея
1-й  Молодежная классификация
2-й этап
2013
Тур де л'Авенир
 Очковая классификация
7-й этап
1-й Гран-при Сюдкернтена
Тур Тюрингии U23
3-й этап
Чемпионат Европы
4-й Групповая гонка U23
5-й Тур Бретани
4-й этап
Чемпионат мира
9-й Групповая гонка U23
2014
3-й Лондон — Суррей Классик
4-й Тур де л'Айн
 Очковая классификация
 Молодежная классификация
4-й этап
5-й Гран-при Плуэ
2015
2-й Тур Калифорнии
 Молодежная классификация
7-й этап
2-й Флеш Валонь
2-й Льеж — Бастонь — Льеж
Чемпионат Франции
5-й Групповая гонка
7-й Амстел Голд Рейс
8-й Классика Сан-Себастьяна
10-й Энеко Туре
2016
1-й  Тур Калифорнии
3-й этап
Чемпионат Европы
2-й  Групповая гонка
2-й Флеш Валонь
Олимпийские игры
4-й Групповая гонка
Чемпионат Франции
5-й Групповая гонка
6-й Амстел Голд Рейс
6-й Критериум Дофине
 Молодежная классификация
8-й Брабантсе Пейл
10-й Гран-при Монреаля
Тур де Франс
 Красный номер (этап 16)
2017
Вуэльта Испании
8-й этап
2-й Джиро ди Ломбардия
3-й Милан — Сан-Ремо
4-й Тур Гуанси
 Молодежная классификация
5-й Париж — Ницца
 Очковая классификация
 Молодежная классификация
4-й этап (ИГ)
5-й Тур Абу Даби
 Молодежная классификация
Чемпионат мира
10-й Групповая гонка
2018
1-й Тур Британии
1-й этап 3
1-й Тур Словакии
1-й этап 1
1-й Флеш Валонь
1-й Классика Сан-Себастьяна
Тур де Франс
1-й  Горная классификация
1-й на этапах 10 и 16
Тур Страны Басков
1-й на этапах 1 и 2
1-й на этапе 4 Критериум Дофине
3-й Чемпионат Франции в групповой гонке
4-й Тур Абу Даби
4-й Льеж — Бастонь — Льеж
7-й Тур Колумбии
1-й на этапе 4
7-й Амстел Голд Рейс
8-й Мировой тур UCI 2018
8-й Чемпионат мира — групповая гонка
2019
1-й Милан — Сан-Ремо
1-й Страде Бьянке
1-й на этапе 2 Тур Страны Басков
2-й Вуэльта Сан-Хуана
1-й на этапах 2 и 3(ITT)
6-й Тиррено — Адриатико
1-й на этапах 2 и 6
7-й Тур Колумбии
1-й  Очковая классификация
1-й на этапе 5
1-й Флеш Валонь
2020
1-й  Чемпион мира в групповой гонке
Брабантсе Пейл
2021
1-й  Чемпион мира в групповой гонке
2022
1-й на этапе 2 Тур Страны Басков

## Статистика выступлений

### Чемпионаты
| Соревнование      | Соревнование | 2014 | 2015 | 2016 | 2017 | 2018 | 2019 |
| ----------------- | ------------ | ---- | ---- | ---- | ---- | ---- | ---- |
| Олимпийские игры  | ITT          | —    | —    | 32   | —    | —    | —    |
| Олимпийские игры  | RR           | —    | —    | 4    | —    | —    | —    |
| Чемпионат мира    | RR           | —    | НФ   | —    | 10   | 8    |      |
| Чемпионат Европы  | RR           | —    | —    | 2    | —    | —    |      |
| Чемпионат Франции | RR           | 89   | 5    | 5    | —    | 3    |      |

### Многодневки
| Гранд-туры                |      |      |      |      |      |
| Гонка                     | 2015 | 2016 | 2017 | 2018 | 2019 |
| Джиро д'Италия            | —    | —    | —    | —    |      |
| Тур де Франс              | —    | 41   | —    | 33   | 5    |
| Вуэльта Испании           | —    | —    | 68   | —    |      |
| Многодневки Мирового тура |      |      |      |      |      |
| Гонка                     | 2015 | 2016 | 2017 | 2018 | 2019 |
| Париж — Ницца             | 43   | —    | 5    | 18   | —    |
| Тиррено — Адриатико       | —    | —    | —    | —    | 6    |
| Вуэльта Каталонии         | НФ   | НФ   | —    | —    | —    |
| Тур Страны Басков         | —    | —    | НФ   | 35   | НФ   |
| Тур Романдии              | НФ   | —    | —    | —    |      |
| Критериум Дофине          | НФ   | 6    | —    | 21   |      |
| Тур Швейцарии             | —    | —    | —    | —    |      |

### Однодневки
| Монументальные          | 2014 | 2015 | 2016 | 2017 | 2018 | 2019 |
| ----------------------- | ---- | ---- | ---- | ---- | ---- | ---- |
| Милан — Сан-Ремо        | —    | —    | —    | 3    | 35   | 1    |
| Тур Фландрии            | —    | —    | —    | —    | —    | —    |
| Париж — Рубе            | —    | —    | —    | —    | —    | —    |
| Льеж — Бастонь — Льеж   | —    | 2    | 23   | —    | 4    |      |
| Джиро ди Ломбардия      | НФ   | —    | 60   | 2    | —    |      |
| Классические            | 2014 | 2015 | 2016 | 2017 | 2018 | 2019 |
| Страде Бьянке           | —    | —    | —    | —    | —    | 1    |
| Амстел Голд Рейс        | НФ   | 7    | 6    | —    | 7    |      |
| Флеш Валонь             | —    | 2    | 2    | —    | 1    |      |
| Классика Сан-Себастьяна | НФ   | 8    | —    | —    | 1    |      |
| Гран-при Монреаля       | 57   | 60   | 10   | —    | —    |      |

| —  | Не участвовал  |
| НФ | Не финишировал |